# Entedononecremnus
Entedononecremnus is een geslacht van vliesvleugeligen uit de familie Eulophidae. De wetenschappelijke naam van dit geslacht is voor het eerst geldig gepubliceerd in 1915 door Girault.

## Soorten
Het geslacht Entedononecremnus omvat de volgende soorten:
- Entedononecremnus annellus Myartseva, 2004
- Entedononecremnus bennetti Hansson & LaSalle, 2003
- Entedononecremnus bimaculatus Hansson & LaSalle, 2003
- Entedononecremnus convexus Hansson & LaSalle, 2003
- Entedononecremnus crassicornis Hansson & LaSalle, 2003
- Entedononecremnus depressus Hansson & LaSalle, 2003
- Entedononecremnus fulgens Hansson & LaSalle, 2003
- Entedononecremnus funiculatus Myartseva, 2004
- Entedononecremnus guamuchil Myartseva, 2004
- Entedononecremnus hansoni Hansson & LaSalle, 2003
- Entedononecremnus imdasus Hansson & LaSalle, 2003
- Entedononecremnus krauteri Zolnerowich & Rose, 1996
- Entedononecremnus parfer Hansson & LaSalle, 2003
- Entedononecremnus reticulatus Hansson & LaSalle, 2003
- Entedononecremnus tripar Hansson & LaSalle, 2003
- Entedononecremnus unicarinatus Hansson & LaSalle, 2003
- Entedononecremnus unicus Girault, 1915